# Sarima clathrata
Sarima clathrata är en insektsart som beskrevs av Melichar 1906. Sarima clathrata ingår i släktet Sarima och familjen sköldstritar. Inga underarter finns listade i Catalogue of Life.